# Campionats del món de ciclocròs de 1963
Els Campionats del món de ciclocròs de 1963 foren la catorzena edició dels mundials de la modalitat de ciclocròs i es disputaren el 17 de febrer de 1963 a Calais, França. La competició consistí en una única cursa masculina.

## Resultats
| Prova                | Or                      | Or      | Plata                 | Plata    | Bronze                   | Bronze   |
| Cursa elit masculina | Rolf Wolfshohl · Itàlia | 45' 52" | Renato Longo · Itàlia | + 1' 20" | André Dufraisse · França | + 2' 39" |

## Classificació de la prova masculina elit
| Pos. | Ciclista         | País          | Temps    |
| ---- | ---------------- | ------------- | -------- |
|      | Rolf Wolfshohl   | RFA           | 45' 52"  |
|      | Renato Longo     | Itàlia        | + 1' 20" |
|      | André Dufraisse  | França        | + 2' 39" |
| 4    | Amerigo Severini | Itàlia        | + 2' 39" |
| 5    | Roger De Clercq  | Bèlgica       | + 3' 04" |
| 6    | Albert Van Damme | Bèlgica       | + 3' 08" |
| 7    | Pierre Bernet    | França        | + 3' 10" |
| 8    | André Foucher    | França        | + 3' 18" |
| 9    | Huub Harings     | Països Baixos | + 3' 28" |
| 10   | Winfried Bölke   | RFA           | + 3' 45" |

## Medaller
| Posició | País   | Or | Plata | Bronze | Total |
| 1       | RFA    | 1  | 0     | 0      | 1     |
| 2       | Itàlia | 0  | 1     | 0      | 1     |
| 3       | França | 0  | 0     | 1      | 1     |